# Seddera suffruticosa
Seddera suffruticosa là một loài thực vật có hoa trong họ Bìm bìm. Loài này được Hallier f. miêu tả khoa học đầu tiên năm 1893.